# Slow Roads
 (mai 2024).
Slow Roads est un jeu vidéo indépendant et gratuit de simulation de conduite sur navigateur.

## Histoire
Inspiré de Peak District et des jeux d'arcade, le jeu est développé de manière indépendante par Anslo, un développeur écossais, dans le but d'explorer la génération procédurale et les limites 3D de la bibliothèque Three.js (JavaScript). Après 16 mois de développement, le jeu sort en octobre 2022,,.

## Système de jeu
Le joueur contrôle un véhicule électrique (une voiture de type roadster, une moto futuriste ou un bus) dans un monde ouvert infini généré de manière procédurale,,.
Le joueur peut paramétrer l'environnement (campagne vallonnée ou tout-terrain), la difficulté (ligne droite, facile, normal ou difficile), la saison (printemps, été, automne ou hiver) et l'heure de la journée (de jour ou de nuit),.
Le mode principal du jeu n'est pas compétitif, dans le sens où le but n'est pas de battre un record ou un nombre de points, mais de simplement se relaxer et contempler le paysage,,.
Le jeu est gratuit et se joue au clavier.

## Accueil
Le jeu est souvent qualifié de « relaxant »,.